# CSS Run'her (vapor)
O Run'her foi um barco a vapor Confederado, que naufragou na baía de Angra do Heroísmo em 1863.
Constitui-se em sítio arqueológico integrante do Parque Arqueológico Subaquático da Baía de Angra do Heroísmo.

## História
No contexto da Guerra Civil dos Estados Unidos da América (1861-1865), esta embarcação a vapor fazia parte de uma frota de quatro furadores de bloqueio, que carregavam equipamentos destinados à montagem e colocação de minas navais. O Run'her foi construído na Inglaterra em 1863, nos estaleiros John & William Dugeon, para os Estados Confederados da América. Possuía cerca de 70 metros de comprimento, 8 metros de boca e 3,5 metros de calado.
Durante a sua viagem para a Confederação, necessitou fazer escala em Angra do Heroísmo, onde veio a naufragar, em 5 de Novembro de 1864, devido a um erro de manobra atribuído ao seu capitão, Edwin Courtenay.

## Características
Os seus restos foram encontrados em fundo de areia, durante as prospecções realizadas em 1996 no âmbito dos trabalhos de Avaliação de Impacto Arqueológico para a construção da Marina de Angra do Heroísmo. Desse modo, foi possível identificar uma das caldeiras, que se encontrava tombada sobre o casco do navio, no sítio arqueológico denominado como "Angra D", no Parque Arqueológico Subaquático da Baía de Angra do Heroísmo. Foram também encontradas algumas placas de chumbo que o navio transportava para o fabrico de munições, assim como caracterizar a mancha de dispersão de vestígios pertencentes ao naufrágio.